# Bundesgeschäftsstelle Bündnis 90/Die Grünen

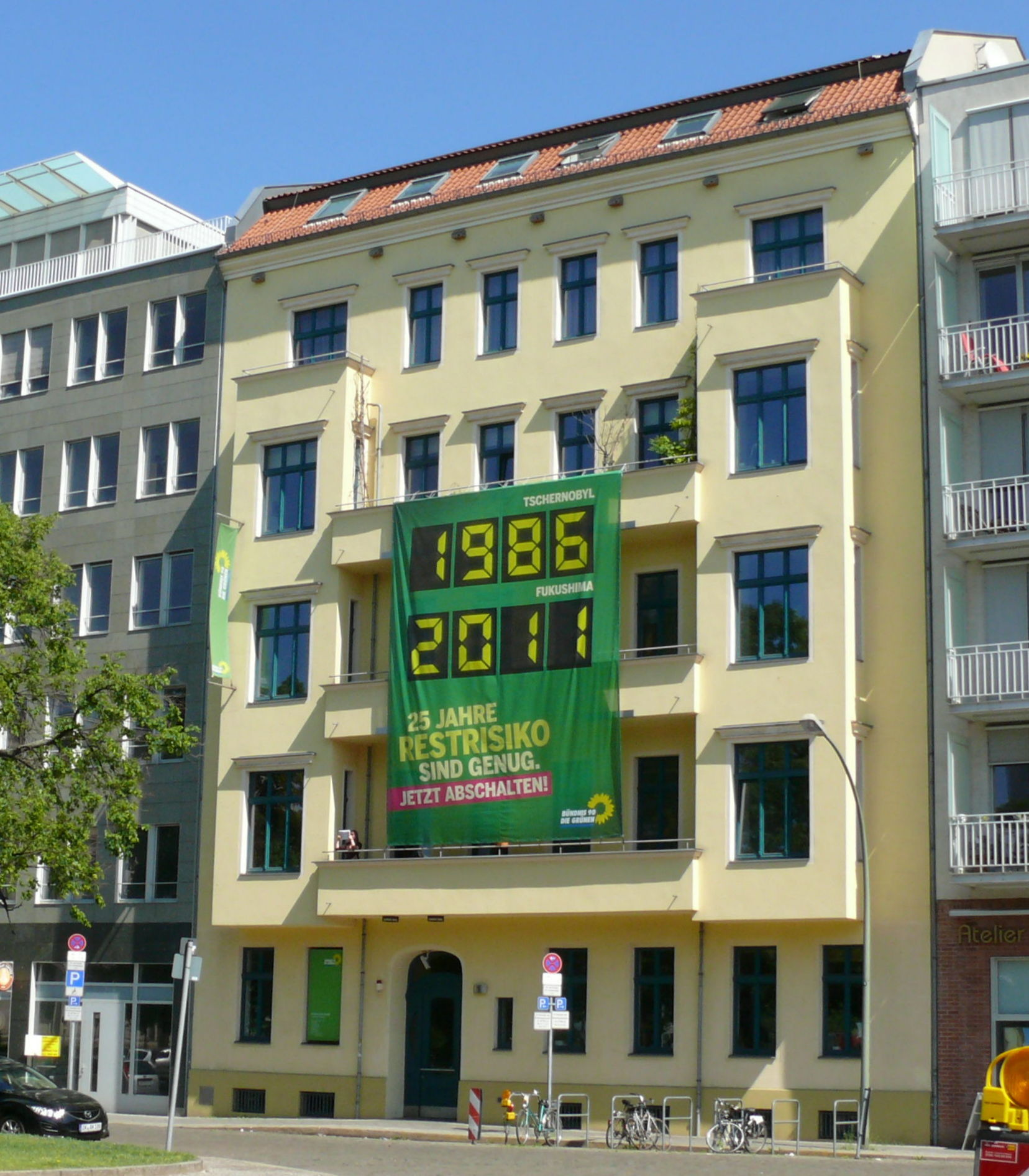
Bundesgeschäftsstelle Die Grünen

Die Bundesgeschäftsstelle von Bündnis 90/Die Grünen im Berliner Ortsteil Mitte des gleichnamigen Bezirks befindet sich in einem Gebäude am Platz vor dem Neuen Tor. Das gelbe Gebäude mit der Hausnummer 1 hat fünf Etagen und befindet sich direkt zwischen der Charité und dem Bundesministerium für Digitales und Verkehr.